# Gisella Floreanini
Gisella Floreanini Della Porta (Milano, 3 aprile 1906 – Milano, 30 maggio 1993) è stata una politica italiana.
(Gisella Floreanini, Una donna nel governo dell'Ossola)

## Biografia
Crebbe in un ambiente liberale e inizialmente agiato. A soli quattro anni perse la madre e visse con il padre, commerciante e simpatizzante socialista, la nonna e la sorella minore. La crisi del 1929 portò l'impresa paterna al tracollo finanziario e Gisella, diplomata in Conservatorio, mantenne la famiglia insegnando pianoforte. Già da allora si rivelò un'attiva antifascista con i nomi di battaglia di Falciatrice, Edvige e poi Amelia Valli.
Dal matrimonio con Gianni Todaro, il 3 agosto 1935 nacque sua figlia Valeria.

## Attività politica
Le tappe fondamentali della sua formazione furono i primi contatti con "Giustizia e libertà", nel 1934, e con il Centro socialista Italiano a cui seguì l'adesione ai Gruppi socialisti dell'emigrazione svizzera; ebbe, inoltre, rapporti intensi con il "Gruppo rosso lombardo" di Vittorio Della Porta, Aligi Sassu e Raffaele De Grada, fino a diventare protagonista di un altro raggruppamento, il "Gruppo Erba" di Teresa Musci, Carlo Calatroni, Fausto Noto e Tiberio Pansini.
Nel 1937, l'amore per il compagno di militanza Vittorio Della Porta la spinse a lasciare il marito: una scelta difficile che puntò su di lei i riflettori della polizia e non fu estranea alla successiva schedatura nella lista dei sovversivi. La clandestinità la portò ad affidare al marito la figlia Valeria e, l'anno dopo, a seguito della morte di lui per tifo, a parenti di Gorgonzola e a un convento di suore di Branzi.
Nel 1938 fu costretta ad espatriare in Svizzera per aver diffuso stampa clandestina e aver svolto attività di collegamento con i rifugiati: fu attiva nella Lega italiana per i diritti umani e fu responsabile della sezione del partito socialista italiano di Ginevra. Nel 1939 risposò con rito civile, a Lugano, Vittorio Della Porta e con lui si avvicinò al Partito Comunista assumendo posizioni unitarie e di larghe intese tra le due correnti.
Nel 1942 si iscrisse al Partito Comunista d'Italia, entrando subito a far parte del gruppo dirigente. Rientrò in Italia nel 1943 e prese parte alla Resistenza.
Nel tentativo di trasferire denaro dalla Svizzera all'Italia per portare a termine una missione tra le formazioni partigiane svizzere e italiane, fu arrestata e condotta in carcere a Lugano. Risale a quel periodo l'innamoramento del marito per un'altra donna, che determinò un doloroso divorzio e nel settembre del 1944 la riportò in Italia attraverso la frontiera ossolana, liberata dalle forze partigiane.

### Ministra in Val d'Ossola
(Gisella Floreanini, Una donna nel governo dell'Ossola)
Durante i quaranta giorni della Repubblica dell'Ossola (9 settembre-23 ottobre 1944), Gisella Floreanini, seconda rappresentante del Partito Comunista nella Giunta, assunse l'incarico di Commissaria di governo: fu la prima donna a conquistare di fatto la carica di Ministra in Italia, quando alle donne non era neppure riconosciuto il diritto di voto. Non ci furono casi analoghi in altre zone liberate: le donne dell'Ossola furono protagoniste paritarie, dettero vita ai Gruppi di difesa della donna e rivendicarono migliori condizioni sociali.
Il 7 ottobre 1944, durante la terzultima seduta della Giunta, Floreanini ottenne la delega di governo "all'Assistenza e ai Rapporti con le organizzazioni popolari", in particolare, le furono assegnati incarichi nei settori delle mutue, degli istituti contro gli infortuni, delle organizzazioni assistenziali e culturali dei lavoratori. Il suo contributo fu enorme: la competenza maturata a Ginevra negli Uffici Internazionali del Lavoro le permise di acquisire una visione moderna dell'assistenza, su basi nuove e democratiche. Fino a quel momento mancavano programmi di assistenza sociale, per questo motivo divenne indispensabile collaborare con le comunità locali per stabilire gli interventi da mettere in pratica ed in questo, ebbero un ruolo fondamentale i Gruppi di difesa della donna, già attivi nelle valli ossolane. Nella zona liberata, in gran parte montuosa, scarseggiavano generi di prima necessità, mancava un'organizzazione razionale per la distribuzione degli aiuti ed erano in vigore privilegi istituiti dai podestà fascisti. Riuscì ad impostare il coordinamento e la gestione decentrata dell'assistenza da parte delle 32 amministrazioni comunali coinvolte, ad ottenere il supporto della Croce Rossa elvetica e del Governo Svizzero. Coadiuvata dalla Croce Rossa di Domodossola, da donne di diversa matrice ideologica, suore, medici e assistenti, riuscì a mettere in sicurezza, oltre confine, più di cinquecento bambini: questa rete di solidarietà sopravvisse alla caduta della zona libera.
Vennero, quindi, attuate riforme riguardanti l'assistenza sociale che modificarono il criterio di beneficenza, fissato nel Regio Decreto 17/07/1890 n. 6.972 cd. «Legge Crispi» e in quelle attuate da Mussolini, si sviluppò l'idea del decentramento, della responsabilità e della solidarietà fra i cittadini, che saranno poi accolti nella Costituzione. Le riforme, oltre a predisporre aiuti per la cittadinanza in stato di bisogno sociale o economico, gettarono le basi per il coordinamento tra i vari enti.

### Dalla caduta della Repubblica dell'Ossola alla Liberazione
(Gisella Floreanini, Una donna nel governo dell'Ossola)
Nella notte tra il 22 e il 23 ottobre 1944, i nazifascisti ripresero il potere in Ossola e cancellarono la Zona libera.
I CLN comunali, le formazioni partigiane e i Gruppi di difesa della donna non vennero tuttavia piegati dal nemico. Nonostante la ripresa al potere dei nazifascisti, Gisella Floreanini, unica tra i membri di governo, non riparò in Svizzera, ma raggiunse la Valsesia con un centinaio di compagni partigiani in una storica "traversata". La sua Resistenza in Italia, non le permise tuttavia di essere presente alla stesura della relazione ufficiale sull'attività della Giunta della Repubblica di Ossola, stilata da Umberto Terracini in Svizzera: per tale ragione, come osserva Mario Begozzi, le sintetiche note dedicate all'assistenza pubblica non rendono giustizia al suo lavoro né tanto meno alla sua nomina.
Partecipò alle Brigate Garibaldi in Valsesia assistendo i combattenti del Cusio e del Verbano e divenne responsabile dei gruppi di difesa della donna in Val d'Ossola.
Nel febbraio del 1945 venne nominata Presidente del CLN di Novara: con questo ruolo - che ebbe come unica donna in Italia - diresse l'assistenza dell'intera provincia e partecipò alle trattative per definire le condizioni di resa dei nazifascisti.

### Il dopoguerra
Dopo la Liberazione venne nominata alla Consulta nazionale, in vigore fino alle elezioni dell'Assemblea costituente, da cui venne esclusa per decisione del suo partito.
Fece parte della Commissione per i danni di guerra, dove contestò la mancanza di aiuti a favore dei bambini. Provvide quindi alla loro assistenza al di fuori del Parlamento, quale segretaria dell'Unione nazionale soccorso infanzia e tra il 1946 e il 1948 partecipò all'organizzazione dei Treni della felicità, che mossero oltre settantamila bambine e bambini dal Mezzogiorno al Centro-Nord per un periodo necessario a far loro recuperare energie e salute.
Medaglia d'Oro della Resistenza, fu eletta alla Camera dei deputati per due legislature tra il 1948 e il 1958, per il collegio Torino-Novara-Vercelli. Ventitré furono i progetti di legge da lei firmati e trentuno i suoi interventi in aula. Prima firmataria di una legge per provvidenze a favore delle mondariso, promosse disegni di legge per la tutela della maternità e dell'infanzia, per la parità salariale, per la tutela della prole nata fuori del matrimonio, per l'incremento dell'edilizia popolare, per l'abolizione delle case chiuse, per l'eliminazione delle abitazioni malsane, contro lo sfruttamento della prostituzione, contro il licenziamento delle donne coniugate. Sottoscrisse inoltre proposte relative a gestione delle acque, sviluppo del settore cotoniero, finanza locale, trattamento retributivo delle cooperative, parificazione degli assegni familiari tra settori occupazionali diversi, istituzione di un fondo per la montagna.
Fu ancora il suo partito a decidere di non ripresentare la sua candidatura alle elezioni politiche del 1958. Nadia Gallico Spano definì tale decisione come una seconda ingiustizia ai suoi danni. Co-fondatrice dell'Unione Donne Italiane (1945) accettò l'incarico di trasferirsi a Berlino Est come componente della delegazione italiana FDIS - Fédération démocratique internationale des femmes - e vi rimase per tre anni portando la sua visione europea della politica femminile, libera dagli schieramenti di partito e dai condizionamenti di governo. Durante il soggiorno berlinese si dedicò all'organizzazione del Convegno internazionale per il 50º anniversario della Giornata internazionale della donna, che si sarebbe svolto a Copenaghen nel 1960, e per mesi si trasferì nella capitale danese.
Rientrata in Italia riprese la sua attività politica a livello locale, a Novara, a Domodossola e a Milano dove fu eletta in Consiglio comunale dal 1963 al 1968.
Diresse dal 1962 al 1972, a Milano, l'Unione Donne Italiane, prestò la sua attività nel Comitato dell'ANPI ed entrò a far parte della Federazione milanese della CGIL e fu anche consigliera del Fondo pensioni per il personale della Scala di Milano.
Gisella Floreanini morì il 30 maggio 1993, per arresto cardiaco. Il funerale si tenne il 1º giugno 1993 a Domodossola, davanti al Palazzo del Comune, alla presenza del presidente nazionale dell'ANPI Arrigo Boldrini e della grande amica antifascista Giuliana Gadoli Beltrami.

## Scritti
- Una donna al governo dell'Ossola in La Repubblica dell'Ossola. Settembre-Ottobre 1944, Comune di Domodossola, 1959 (riedizioni 1984 e 2004), pp. 80–82.
- Vent'anni di Resistenza, in Antonio Masi, Luigi Allori, Antifascismo e Resistenza. Niguarda e dintorni dal 1921 al 1945, Milano, ANPI, 1998, pp. 117–118.
- Guerriglia nell'Ossola. Diari, documenti, testimonianze garibaldine, Feltrinelli, Milano, 1975, pp. 269–271..
- Testimonianze sulla Repubblica dell'Ossola. L'assistenza, in La Repubblica partigiana dell'Ossola. Seminario di studi per docenti, Domodossola marzo-maggio 1984, Città di Domodossola, 1984 (riedizione 1989), pp. 69–77.

## Archivio personale
Le sue carte, riferite al periodo 1962-1993, sono state donate dalla figlia Valeria nel novembre 1993 all'Archivio storico delle donne Camilla Ravera, presso la Fondazione Istituto Gramsci.

## Intitolazioni
A Gisella Floreanini sono dedicate strade a Garlasco (PV) e a Domodossola (VB). In quest'ultima città le è inoltre dedicata una scuola media.